# Psihofizički problem
Psihofizički problem je odnos događaja mentalnog života neke osobe sa događanjima u njenom centralnom nervnom sistemu.
U kakvom su odnosu događaji mentalnog života neke osobe sa događajima u njenom centralnom nervnom sistemu. Kad osećamo bol istovremeno se odvijaju odredjene promene u našem mozgu – dešava se nadražaj tzv. C-vlakana. Da li to znači da je bol koji osećamo isto što i nadražaj C-vlakana. Ako kažemo da bol jeste nadražaj C-vlakana nameće se pitanje: Kako taj karakteritčan oset bola koji oseća i može osećati samo osoba koja ima taj bol može biti istovetan sa nekim događanjima u njenom mozgu?
Identifikaciji bola sa nadražajem C-vlakana čini se da ne idu u prilog sledeće činjenice:
Termin 'bol' se svakako razlikuje po značenju od termina poput 'nadražaj C-vlakana' koji se odnose na stanja našeg mozga. Neko može razumeti termin 'bol' a da pritom ne zna ništa o svom mozgu pa čak ni to da ima mozak. 
Neko može neposredno proveriti da se nalazi u stanju bola a da se nešto dešava u njenom mozgu može proveriti samo posredno i to na isti način na koji neko drugi kao na primer neuronaučnik to može znati. Ako načini provere čine različitost u značenju onda ovi termini nemaju isto značenje.
Nema ničeg proitivrečnog u tome što neko može tvrditi da oseća bol a da se ništa ne dešava u njegovom mozgu.
Da li je ovo dovoljno da bi se pokazalo da bol nije istovetan sa nadražajem C-vlakana kao što veruju psihofizički dualisti koji smatraju da pored fizičke stvarnosti postoji i čisto mentalna stvarnot? Nije, jer iz različitosti značenja odgovarajućih termina ne možemo ispravno zaključiti da se oni odnose na razlićite stvari. Ovde se zapravo radi samo o terminima koji nemaju isto značenje a odnose se na istu stvar. Termin 'munja' i termin 'električno pražnjenje' nemaju isto značenje ali se odnose na istu stvar. Uz to kao i kod bola ne postoji kontinuitet u opažanju. Nije moguće opažati munju, prići joj bliže i opaziti elektično pražnjenje kao što nije moguće preko oseta bola prići opažanju nadražaja C-vlakana.
Ovakvom strategijom se služe materijalisti koji veruju da je bol identičan sa nadražajem C-vlakana. No, njihovom argumentu dualista upućuje protivodgovor: Dok uprkos različitosti značenja termina 'munja' i termina 'električno pražnjenje' imamo razloga da tvrdimo da se odnose na istu stvar, kao stvar naučnog otkrića, tako nešto ne možemo utvrditi kad je reč o terminima 'bol' i 'nadražaj C-vlakana'. To što je moguće da se ova dva termina odnose na istu stvar nije dovoljno da se pokaže da se oni odista odnose na istu stvar.
Različitost značenja termina kao što su 'bol' i 'nadražaj C-vlakana' ne mogu se upotrebiti ni da se ustanovi da se oni odnose na istu stvar kao ni na različite stvari.

## Literatura
1. Theories of the mind, Stephen Priest, Penguin, London 1991.